# Kriegerdenkmal Trotha (Halle)

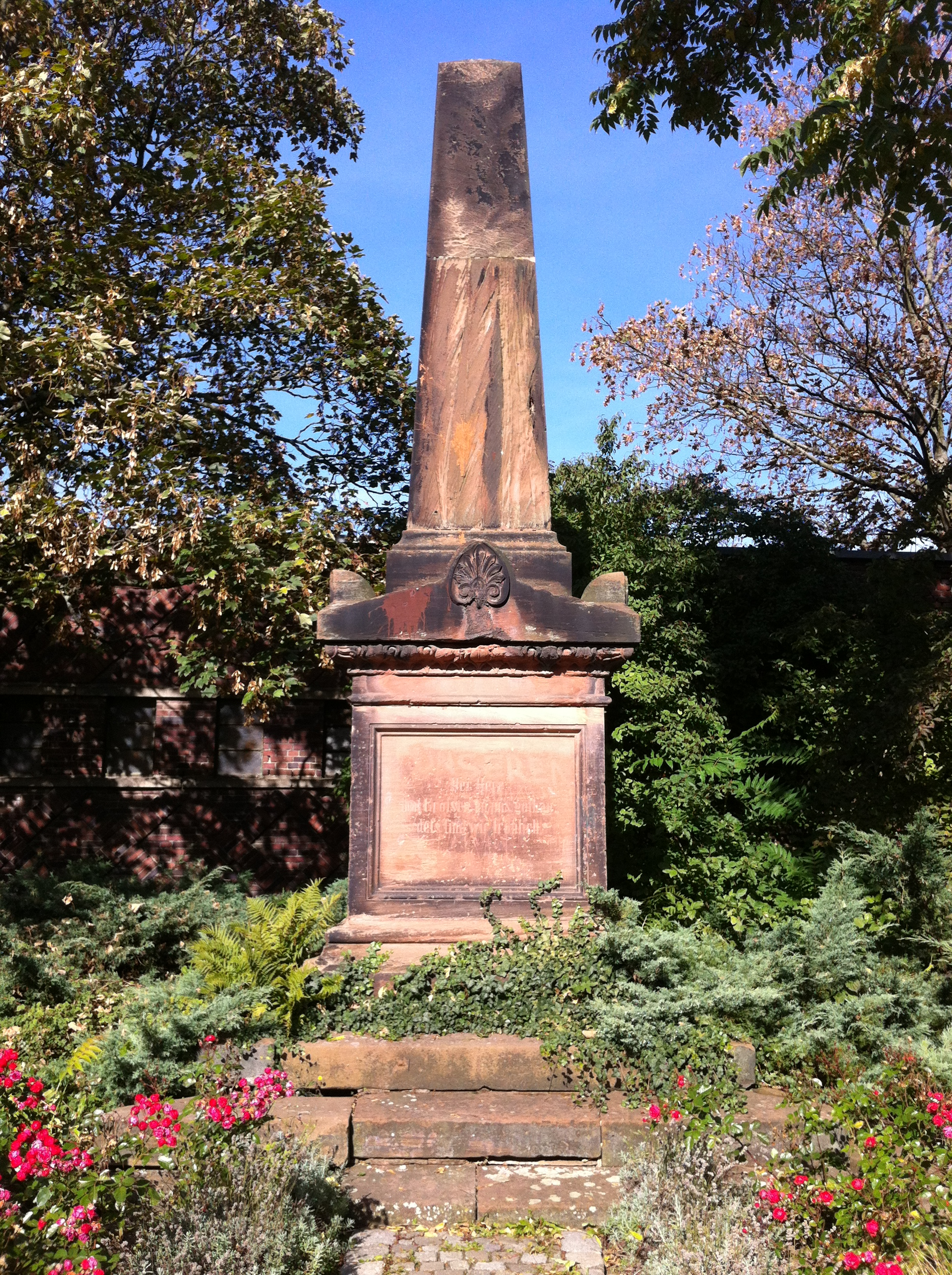
Kriegerdenkmal in Trotha (Halle (Saale))

Das Kriegerdenkmal in Trotha ist ein Kriegerdenkmal auf dem Denkmalsplatz im Stadtteil Trotha von Halle (Saale). Der Platz trägt seinen Namen nach dem Denkmal.
Das Bauwerk aus rotem Sandstein besteht aus einem Obelisken auf einem würfelförmigen Sockel. Es erinnert an die Trothaer Bürger, die im Deutschen Krieg von 1866 und im Deutsch-Französischen Krieg 1870/71 ums Leben kamen. Insgesamt nahmen 91 Bürger des damals noch selbständigen Trothas an den beiden Kriegen teil. Adrian Dietrich Lothar von Trotha (1848–1920) war in beiden Kriegen beteiligt. Dies kann ein Grund dafür sein, dass in Trotha ein derartiges Denkmal errichtet wurde. Initiiert wurde der Bau vom Kriegerverein zu Trotha.
Auf dem Denkmal werden die Namen der Gefallenen genannt:
- 1866; an der linken Seite: Friedrich Wilhelm Christel
- 1870/71; an der rechten Seite: Albert Hermann Boost, Friedrich Wilhelm Knaust, Carl August Müller

Vorder- und Rückseite tragen Inschriften:
- Vorderseite: Der Herr hat Großes an uns getan – deſs sind wir fröhlich
- Rückseite: Den auf dem Felde der Ehre Gefallenen – Den siegreich Zurückgekehrten zur Anerkennung – Kommenden Geschlechtern zur Mahnung

Denkmal und Schrift sind verwittert.
Auf dem Vorplatz der benachbarten St.-Briccius-Kirche stand das am 4. Juli 1926 eingeweihte Denkmal für die 177 Gefallenen Trothaer des Ersten Weltkrieges. Das Denkmal wurde 1947 abgerissen (siehe dort).